# Alstroemeria pelegrina
La  Alstroemeria pelegrina, azucena de Lima, peregrina de Lima, mariposa de Los Molles o amancay de la costa es una especie herbácea, perenne y rizomatosa que pertenece a la familia Alstroemeriaceae. Es un geófito tuberoso y crece principalmente en el bioma subtropical. Es una de las alstroemeriáceas usadas para crear híbridos interespecie.

## Descripción

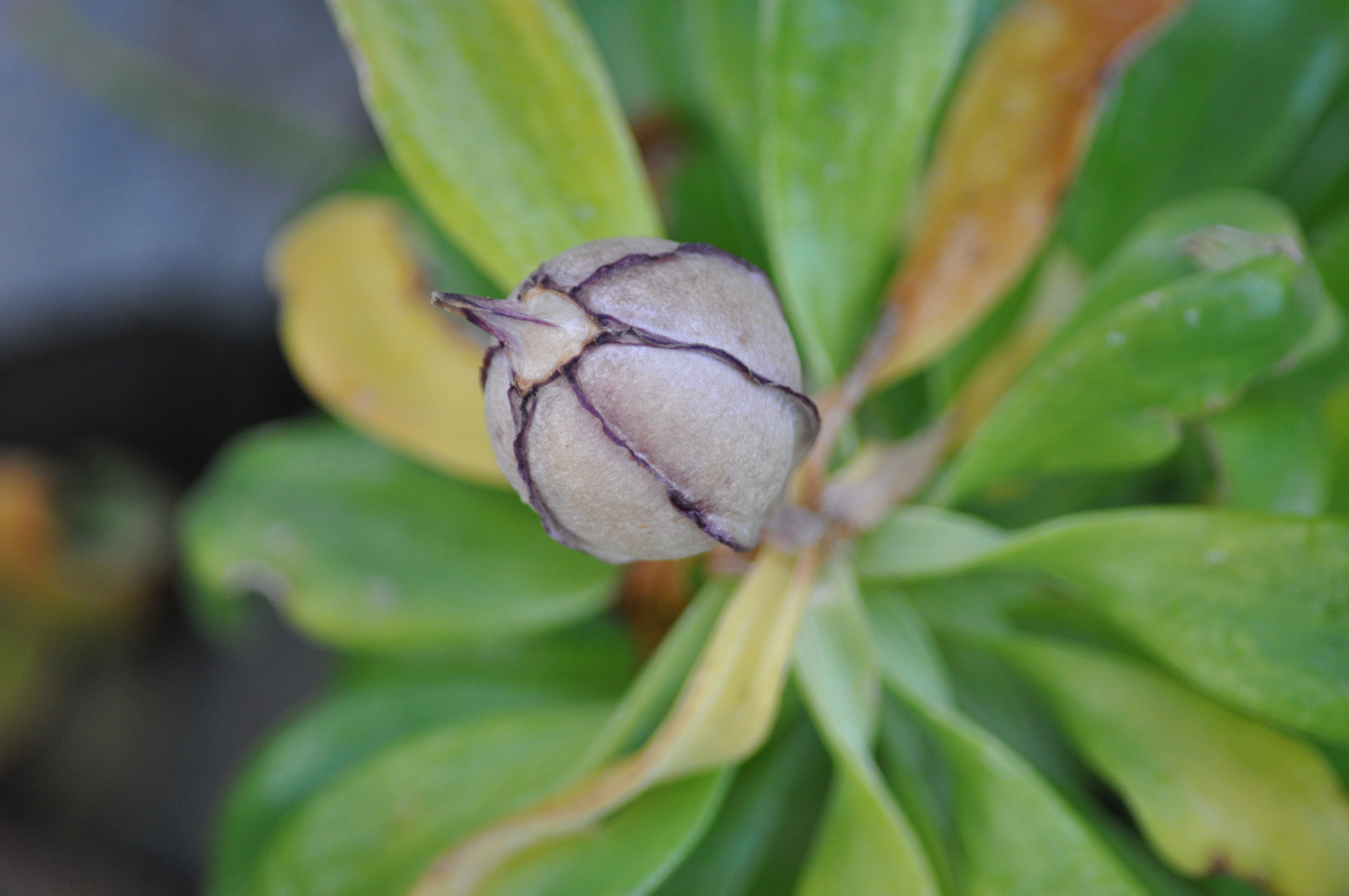
Fruto y semillas de Alstroemeria pelegrina

Es una hierba perenne, endémica del Norte Chico y de la Zona Central de Chile, cuyos  tallos alcanzan entre 20 a 60 centímetros (7,9 a 23,6 plg) de altura. El rizoma es ramificado, de forma cilíndrica y alargada. Las raíces son largas y delgadas. Tallo glabro en los segmentos superiores y escamoso en la base. El tercio superior del tallo está provisto de hojas de color verde muy intenso que se distribuyen en espiral en su entorno , con su punta indicando hacia un lado. Flores grandes y muy llamativas, con tépalos de 4,5 a 5,5 cm de largo, de color rosado muy intenso con una mancha púrpura. Estambres con anteras purpúreas.  Ovario glabro, en el que sobresalen 6 costillas. Sus semillas son de color castaño y esféricas. Esta planta florece anualmente entre los meses de octubre y diciembre, dando frutos a partir de fines de octubre.

## Hábitat y distribución geográfica

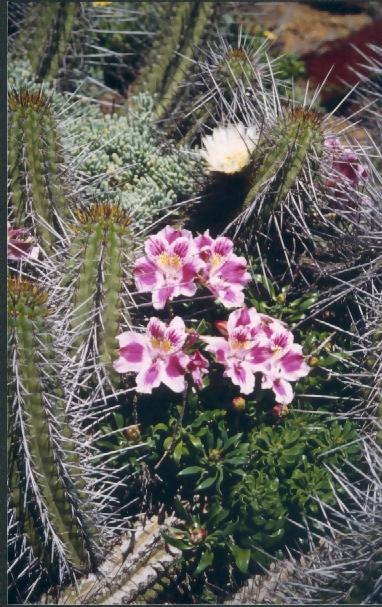
Alstroemeria pelegrina en su hábitat

Endémica de Chile, esta especie está presente entre Los Vilos  (Provincia de Choapa, IV Región de Coquimbo) y Punta Curaumilla,  en la Provincia de Valparaíso, V Región de Valparaíso. 
Para su crecimiento, prefiere los roqueríos y los sustratos típicos de acantilados costeros, desarrollándose hasta el mismo nivel de la alta marea. Hay una población relativamente numerosa en el borde costero entre Los Molles y Pichidangui, situación que ha determinado la denominación local de su flor como «mariposa de Los Molles».

## Taxonomía
La Alstroemeria pelegrina fue descrita como especie tipo por Carlos Linneo y publicada en Planta Alstroemeria 8. 1762.

## Categorías de conservación y amenaza
La alstroemeria pelegrina ha sido clasificada entre las 9 especies endémicas de la zona que se encuentran en alguna categoría de amenaza, más precisamente, como  «especie vulnerable». Los principales riesgos para la alstroemeria, así como para el resto de la vegetación de la zona, derivan del crecimiento turístico e inmobiliario, donde el loteo de nuevos terrenos para casas y alojamientos de veraneo destruye el hábitat y el paisaje natural, construyendo además nuevos caminos que aumentan el tránsito por los sectores donde crece la vegetación nativa.